# زاتوئیچی در جاده
زاتوئیچی در جاده (به ژاپنی: 座頭市喧嘩旅 'Zatōichi kenka-tabi') فیلمی ژاپنی است که در سال ۱۹۶۳ منتشر شد. از بازیگران آن می‌توان به شینتارو کاتسو و شیهو فوجیمورا اشاره کرد.